# Epiphany Schneider
Epiphany Schneider OP (* 2. April 1903 in München; † 6. Februar 1977 bei Murewa, Provinz Mashonaland East, Simbabwe) war eine deutsche römisch-katholische Ordensfrau, Missionarin und Märtyrin.

## Leben
Berta Schneider entstammte einer bayerischen Bierbrauerfamilie. Sie besuchte das Anna-Lyzeum und ging in den elterlichen Betrieb. 1929 trat sie in das Kloster Strahlfeld der Missionsdominikanerinnen vom hl. Herzen Jesu ein und legte 1931 als Schwester Epiphany (nach Erscheinung des Herrn) die ersten Gelübde ab. 
Sie wurde in die afrikanische Mission entsandt und unterrichtete bis 1950 in Salesbury, dann in verschiedenen Ordensschulen in Rhodesien. Bis 1974 wirkte sie in der Musami-Mission südwestlich Murewa in der Lehrerausbildung. Als dortige Seniorin wurde sie im Februar 1977 zusammen mit Magdala Lewandowski und Ceslaus Stiegler sowie der Engländerin Schwester Joseph Wilkinson und den englischen Jesuiten Pater Martin Thomas, Pater Christopher Shepherd-Smith und Bruder John Conway von Aufständischen erschossen. Die Beisetzung erfolgte auf dem Friedhof der Chishawasha-Mission (nordöstlich Harare) in Gegenwart von zahlreichen Gläubigen.

## Gedenken
Die Römisch-katholische Kirche in Deutschland hat Schwester Epiphany Schneider als Märtyrin in das deutsche Martyrologium des 20. Jahrhunderts aufgenommen.